# 劉溥 (弘治庚戌進士)
劉溥（1451年—？），字公濟，直隸安慶府懷寧縣人，軍籍，明朝政治人物。

## 生平
成化十三年（1477年）丁酉科應天府鄉試第七十八名舉人。弘治三年（1490年）中式庚戌科會試第二百二十八名，三甲第一百八十八名進士。弘治十三年（1500年）任湖廣麻城縣知縣。

## 家族
曾祖劉汝霖；祖父劉永，醫官；父劉鈺，通判。母張氏。具慶下。